# Amphia gigantea
Amphia gigantea là một loài bướm đêm trong họ Noctuidae.